# Harrah’s Las Vegas
Harrah’s Las Vegas – hotel i kasyno, położony przy bulwarze Las Vegas Strip w Paradise, w stanie Nevada. Stanowi własność korporacji Caesars Entertainment Corporation.
Hotel oferuje 2677 apartamentów oraz kasyno o powierzchni ponad 8000 m² z 1200 automatami do gier. Harrah’s obejmuje kilka wież, z których najwyższa posiada 35 pięter. W obiekcie znajduje się autoryzowany sklep Ghirardelli Chocolate Company.
Na terenie kompleksu funkcjonuje stacja Las Vegas Monorail.

## Historia
Obiekt został otwarty w 1973 roku i oryginalnie nosił nazwę Holiday Casino. Jako że frontowemu wizerunkowi budynku przewodził motyw łodzi parowej, często był on mylony z innym kompleksem rozrywkowym w Vegas – Showboat. W 1992 roku nazwa hotelu zmieniona została na Harrah’s.
W 1997 roku obiekt przeszedł gruntowną renowację. Poza zwiększeniem liczby pokoi o 986, do Harrah’s wstawiono sześć posągów z elementami z 23-karatowego złota. Stalowo-szklane posągi mierzą po 9.8 metrów każdy.
Uroczystość ponownego otwarcia Harrah’s poprowadził Harry Connick Jr., a wśród przybyłych gości byli m.in.: Sidney Poitier, Sandra Bullock, Minnie Driver, Stephen Baldwin, Lea Thompson oraz Steve Wynn ze swoją żoną Elaine.